# Намсараев, Алдар Валерьевич
Алдар Валерьевич Намсараев (род. 18 декабря 1992) — российский самбист, серебряный призёр чемпионата России 2023 года по боевому самбо, чемпион Европы 2023 и 2025 годов по боевому самбо, мастер спорта России международного класса (2023). Представляет спортивный клуб «Хара Моритон» (Улан-Удэ). Начинал заниматься самбо под руководством Бальжира Цыдыпова. Впоследствии его наставником стал Жаргал Жигжитов. Выступает в весовой категории до 58 кг.

## Национальные соревнования
- Чемпионат России по самбо 2023 — ;
- Чемпионат России по самбо 2024 — ;
- Кубок России по самбо 2024 — ;
- Чемпионат России по самбо 2025 — ;